# Turn Up the Music
«Turn Up the Music» — песня, исполненная американским музыкантом Крисом Брауном, вошедшая в его пятый студийный альбом Fortune. Она была написана Harvey Mason, Jr., Damon Thomas, Fuego, и спродюсирована The Underdogs, Fuego. Это первый сингл в карьере певца возглавивший Official UK Singles (7.04.2012)

## Информация о песне
«Turn Up Music» был написана и спродюсирована Харви Мейсоном-младшим и Дэймоном Томасом Аутсайдером. 25 января 2012 года Крис Браун объявил через свой твиттер, что второй сингл альбома будет называться «Turn Up Music». На следующий день песня и обложка сингла были выложены в Интернет.

### Видео
Клип на «Turn Up Music» был спродюсирован совместно Годфри Таберезом и Крисом Брауном и снят в Лос-Анджелесе (Калифорния) 1—2 февраля 2012 года. Фотографии со съёмки были выложен в интернет в тот же день. Эпизодическую роль в видео играет хип-хоп трио Rej3ctz.

## Track listing
- Digital download[1]

1. «Turn Up the Music» — 3:49

## Charts
| Chart (2012)             | Peak position |
| ------------------------ | ------------- |
| US Pop Songs (Billboard) | 36            |
| UK Singles Chart         | 1             |